# Carl Vilz

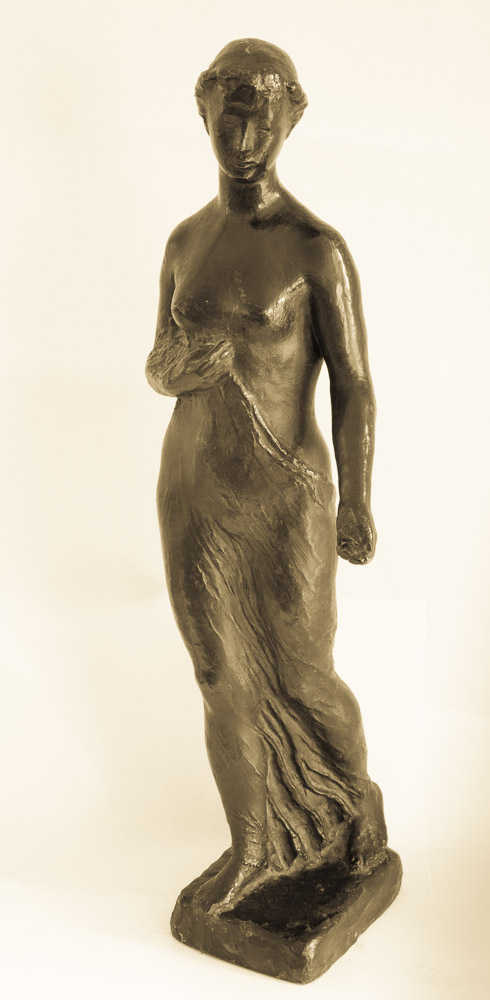
Flora, Bronze Skulptur, ca. 47 cm, datiert auf 1944

Carl Vilz (* 4. November 1914 in Köln; † 1945 (als vermisst erklärt)) war ein deutscher Bildhauer und Künstler. Er ist der Großvater der Künstlerin Jasmin Khezri.

## Leben und Werk
Carl Vilz entstammte einer Kölner Handwerkerfamilie. Nach der Schulzeit und einer Lehre in einer Dekorationsfirma in Köln nahm er ein Studium an der Kölner Werkschule auf. Ab 1938 studierte er Bildhauerei an der Kunstakademie Düsseldorf, wo er 1940 Meisterschüler von Joseph Enseling wurde. Er wurde außerordentliches Mitglied des Künstlervereins Malkasten und 1942 erhielt er einen Arbeitsplatz im Atelierhaus der Künstlersiedlung Golzheim in Düsseldorf. Im gleichen Jahr führte er Gespräche über einen Wechsel an das Bauhaus in Weimar. Er schuf zahlreiche Büsten als Auftragsarbeiten sowie die Monumentalskulpturen Mädchen (1941, ausgezeichnet mit dem Cornelius-Preis der Stadt Düsseldorf 1942), Nereide (1942) und Flora (1944). Sein Schaffen wurde immer wieder durch Kriegseinsätze im Zweiten Weltkrieg unterbrochen; 1945 kehrte er von einem Einsatz nicht mehr zurück und wurde als vermisst erklärt.

## Auszeichnung und Ausstellung
- 1942: Cornelius-Preis der Stadt Düsseldorf
- 1943: Ausstellung Düsseldorfer Künstler im Haus der Deutschen Kunst in München